# Daphne Odjig
Daphne Odjig (11 septembre 1919 - 1er octobre 2016) est une artiste canadienne d'origine autochtone (odawa-potawatomi-anglaise). Sa peinture est souvent associée au Woodlands Style (en).
Elle a été l'âme dirigeante de la Professional Native Indian Artists Association, connue sous le nom de Groupe indien des Sept, l'un des premiers groupes à porter l'art autochtone au premier plan du monde de l'art canadien. Elle a reçu plusieurs prix pour son travail, notamment l'Ordre du Canada, le Prix du Gouverneur général et cinq doctorats honorifiques,.

## Vie privée
copOdjig est née en 1919, à Wiikwemkoong First Nation, principal village de la réserve indienne de l'île Manitoulin, de parents d'origine Odjig, Dominic et Joyce (née Peachey). Elle était l'aînée de quatre enfants : Stanley, Winnifred et Donavan. Du côté de son père, elle descendait du grand chef Potéouatami Black Partridge (en),. Sa mère, une Anglaise, a rencontré et épousé Dominic en Angleterre, où il servait pendant la Première Guerre mondiale.
À l'âge de 13 ans, Odjig a souffert de rhumatisme articulaire aigu et a dû quitter l'école. En convalescence à la maison, elle passe du temps avec son grand-père paternel, Jonas Odjig (un sculpteur sur pierre) et ses parents, qui l’encouragent tous à explorer l’art. Odjig dira plus tard de son grand-père : « (il) a joué un grand rôle dans ma vie - il a nourri mon esprit créateur - il a été le premier avec lequel j'ai dessiné... il a été mon premier mentor. Odjig a également été influencée par sa mère, qui brodait, et par son père, qui aimait dessiner ses officiers et des scènes de ses années en temps de guerre ». Odjig a déclaré un jour que « l'art a toujours fait partie de nos vies ».
La mère et le grand-père d'Odjig sont décédés lorsqu'elle avait 18 ans. Odjig a alors été vivre à Parry Sound, en Ontario. Puis au début de la Seconde Guerre mondiale, elle a déménagé à Toronto pour les possibilités d'emplois. Elle a travaillé en usines, et dans ses temps libres, a exploré des galeries d'art telles que le Musée royal de l'Ontario et le Musée des beaux-arts de l'Ontario. Elle a été particulièrement influencée par ses premières expériences d'art cubiste par des artistes comme Picasso. 
Odjig a rencontré Paul Somerville alors qu'elle travaillait à Toronto. Ils se sont mariés et ont déménagé ensemble en Colombie-Britannique. Ils ont eu deux fils. David Eagle Spirit Somerville, qui était le fils de Paul d'un précédent mariage, et Stanly Somerville. Paul Somerville est décédé dans un accident de voiture et les deux garçons sont restés sous la responsabilité d'Odjig. En 1962, elle épouse Chester Beavon, agent de développement communautaire du ministère des Affaires autochtones, et la famille s'installe au Manitoba. 
Odjig est décédée le 1er octobre 2016 à Kelowna, en Colombie-Britannique, au Canada.

## Carrière
En 1945, après la Seconde Guerre mondiale, Odjig s’installa en Colombie-Britannique. Dans les années 1960, elle déménagea au Manitoba. Sa percée dans le monde de l'art a eu lieu au début des années 1960, lorsqu'elle a été saluée par la critique pour ses dessins à la plume et à l'encre représentant des Cris du nord du Manitoba et leur communauté traditionnelle. Elle s'inquiétait de la perte potentielle des modes de vie traditionnels et espérait qu'en préservant les images des gens et de leur vie quotidienne dans l'art, ils pourraient survivre. En 1963, elle a été officiellement reconnue comme artiste lorsqu'elle a été admise à la British Columbia Federation of Artists. 
En 1971, elle ouvre, à Winnipeg, un magasin d'artisanat et une petite imprimerie : Odjig Indian Prints of Canada,.  En 1973, Odjig a fondé la Professional Native Indian Artists Association, avec Alex Janvier et Norval Morrisseau.  Le groupe a mis sur pied des expositions de leurs œuvres, et bien que la durée de vie du groupe fut courte, ses membres sont considérés comme des pionniers déterminants dans le développement de l'art autochtone au Canada. À propos du groupe, Odjig a dit un jour : « Nous nous sommes reconnus et soutenus en tant qu'artistes lorsque le monde des beaux-arts nous a refusé l'entrée ... Ensemble, nous avons fait tomber des barrières qui auraient été tellement plus difficiles à affronter seuls ». Cela a eu pour résultat immédiat de faire participer les artistes des Premières nations à la scène artistique canadienne au sens large: en 1972, la Winnipeg Art Gallery a consacré une exposition à trois des artistes qui y exposaient. En 1974, elle et son mari ont agrandi leur boutique et l'ont renommée New Warehouse Gallery.   Il s'agissait de la première galerie canadienne représentant exclusivement l'art des Premières nations  et de la première galerie d'art au Canada appartenant à des autochtones et exploitée par eux.   
Également en 1973, Odjig a reçu une bourse de la Brucebo Foundation Scholarship et a passé six mois sur l'île de Gotland, en Suède, en tant qu'artiste en résidence,. 

### Style et thèmes
Les premiers travaux d'Odjig étaient de style très réaliste, mais elle a ensuite commencé à expérimenter d'autres styles tels que l'expressionnisme et le cubisme. Elle a développé son propre style, lequel fusionne des éléments de pictogrammes autochtones et des arts des Premières nations avec des techniques et des styles européens du XXe siècle. Selon le Musée des beaux-arts du Canada, "le travail d'Odjig est défini par des contours courbes, des contours forts, des formes qui se chevauchent et un sens inégalé des couleurs". 
Dans les années 1960, Odjig commença à peindre des scènes de légendes Manitoulin. Dans les années 1970, elle se concentra davantage sur son héritage et sa culture amérindienne, ainsi que sur l'impact du colonialisme sur son peuple. Entre autres sujets, elle a exploré la mythologie, l'histoire et les paysages. Elle a également exploré des thèmes érotiques dans certaines de ses peintures. Par exemple, en 1974, Odjig a illustré Tales from the Smokehouse, une collection d'érotisme traditionnel des Premières nations par Herbert T. Schwarz. Parmi les autres sujets abordés, citons la souffrance humaine, les relations, la culture et l’importance de la famille et de la parenté. 

### Distinctions, commandes et collections
Son travail fait partie de collections publiques telles que celles de la Banque d'œuvres d'art du Conseil des Arts du Canada, le Musée national de l'Homme à Ottawa, la galerie Tom Thompson, la Collection canadienne McMichael, le Sequoyah Research Center et le gouvernement d'Israël. Elle a été chargée de créer des œuvres d'art pour Expo 1970 à Osaka, au Japon, pour le Manitoba Museum et pour El Al, la compagnie aérienne israélienne.
Odjig a fait l'objet de livres et d'au moins trois documentaires. Elle a reçu de nombreuses distinctions, notamment un doctorat honorifique en lettres de l'Université Laurentienne en 1982 et un doctorat honorifique en droit de l'Université de Toronto en 1985, l'Ordre du Canada en 1986, une médaille commémorative à l'occasion du 125e anniversaire de la Confédération du Canada en 1992, un doctorat honorifique en éducation de l’ Université Nipissing en 1997 et le  National Aboriginal Achievement Awards (prix national d’excellence pour les réalisations autochtones) en 1998. Elle a été élue à l'Académie royale des arts du Canada en 1989. En 2007, Odjig a reçu le Prix du Gouverneur général en arts visuels et en arts médiatiques. Postes Canada a présenté trois de ses peintures sur des timbres postaux canadiens en février 2011. En 2007, elle a été nommée membre de l'Ordre de la Colombie-Britannique. 

### Expositions
Odjig a beaucoup voyagé et exposé au Canada, aux États-Unis, en Belgique, en Yougoslavie et au Japon,. Elle a présenté plus de 30 expositions personnelles et a participé à plus de 50 expositions collectives au cours de sa carrière.
Les dessins et peintures de Daphne Odjig, une exposition rétrospective présente des œuvres créées au cours de la carrière de plus de 40 ans d'Odjig. L'exposition était organisée par Art Gallery of Sudbury et le Musée des beaux-arts du Canada. L'exposition a été présenté à Sudbury, à la Kamloops Art Gallery et au Musée des beaux-arts du Canada d'octobre 2009 à 2010. La seule exposition américaine a eu lieu à l'Institute of American Indian Arts Museum à Santa Fe, au Nouveau-Mexique. La rétrospective était accompagnée d'un catalogue rédigé par la conservatrice Ojibway, Bonnie Devine, incluant des textes de Robert Houle et de Duke Redbird. 
Malgré le fait qu'elle souffrait d'arthrite à la main droite, elle a continué à dessiner au cours de ses dernières années. 

## Lectures complémentaires
- Beth McLuhan, Daphne Odjig, a retrospective, 1946–1985, Ontario: Thunder Bay National Exhibition Centre, Thunder Bay, 1985 (ISBN 978-0-920539-02-6)
- Bonnie Devine, The Drawings and Paintings of Daphne Odjig: A Retrospective Exhibition., Ottawa, Ontario: National Gallery of Canada en collaboration with the Art Gallery of Sudbury, 2007 (ISBN 978-0888848406)